# علم شرف الأمم المتحدة
علم شرف الأمم المتحدة (يُسمى أيضًا علم الأمم المتحدة، أو علم الشرف، أو علم الحريات الأربع) كان علمًا يرمز إلى الحلفاء في الحرب العالمية الثانية وهدفهم من السلام العالمي. تم تصميمه في أكتوبر 1942 من قبل بروكس هاردينج (الذي استوحى الاسم من خطاب الحريات الأربع لفرانكلين دي روزفلت في يناير 1941)، وكان له نوع من الاستخدام كعلم من 13 يونيو 1943 إلى 1948 لتمثيل فكرة «الأمم المتحدة». ومع ذلك، لم يكن أبدًا علمًا رسميًا للأمم المتحدة كمنظمة (تأسست عام 1945، واعتمدت علمًا مختلفًا في عام 1946).

## التاريخ

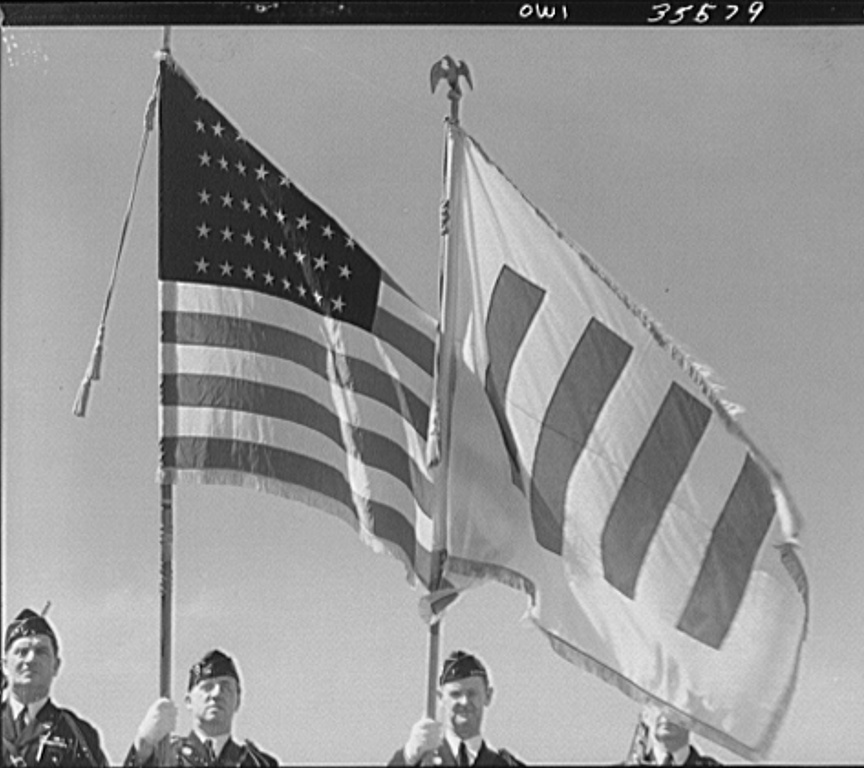
صورة عام 1943 لجنود أمريكيين يرفعون علم الولايات المتحدة وعلم الشرف

بروكس بي هاردينغ (1896-1959)، أمريكي،  تعرّف على رئيس الولايات المتحدة فرانكلين ديلانو روزفلت ورئيس الوزراء البريطاني ونستون تشرشل في ديسمبر 1941 من خلال تقديم رمز النصر في البيت الأبيض في الوقت الذي كان فيه تشرشل في الولايات المتحدة لحضور مؤتمر أركاديا لتوقيع إعلان الأمم المتحدة. أشار تشرشل إلى الحاجة لرمز للحلفاء في زمن الحرب.  في أكتوبر 1942، سافر هاردينغ إلى واشنطن العاصمة بستة تصاميم من القماش. في اجتماعه في وزارة الخارجية الأمريكية، عَلِم أنه نظرًا لعدم وجود لجنة تابعة للأمم المتحدة لعرض خططه عليها، فسيتعين عليه الحصول على موافقات من جميع الدول الموقعة البالغ عددها 29 دولة بشكل فردي. عند الاجتماع مع الدكتور فلاديمير باليتش، السكرتير الأول لسفارة تشيكوسلوفاكيا، تم تحديد تصميم واحد يتضمن أربعة أعمدة ليكون التصميم المناسب لتقديمه. وافقت جميع الدول الـ 29 لاحقًا على التصميم. ومع ذلك، تم تحديد عدم استخدام العلم كرمز رسمي للمنظمة، بل كرمز للشعب والحكومات. تم رفع العلم في دمبارتون أوكس في يونيو 1943 بحضور الملحقين العسكريين للأمم المتحدة من جميع سفارات الأمم المتحدة بالزي الرسمي الكامل. تم رفع العلم أيضًا في جميع أنحاء واشنطن في المباني الخاصة في أغسطس 1943 خلال أسبوع ميثاق الأطلسي، حيث رفع أيضًا كعلم ثانوي للشعارات الوطنية طوال الحرب. رفع تدريجياً في المزيد والمزيد من المكاتب الحكومية وتم توزيعه على مختلف الأمم المتحدة، وتم اعتماده رسميًا في العديد من البلدان بدءًا من نيوزيلندا. بناءً على اقتراح في مجلس الشيوخ بالولايات المتحدة، تم رفع العلم في آلاف المدن للاحتفال بيوم النصر في أوروبا. في مؤتمر الأمم المتحدة حول المنظمة الدولية، تم استبدال الأعمدة الحمراء باللون الذهبي، بينما فضلت بعض الدول الأعمدة الخضراء والزرقاء.
كان علم الشرف بمثابة خلفية لاقتراح علم الأمم المتحدة لعام 1947 والذي تضمن أيضًا ختم الأمم المتحدة. استخدمت النسخة النهائية من علم الأمم المتحدة خلفية زرقاء فاتحة. قدم هاردينغ اقتراحًا لـ «علم سلطة الأمم المتحدة» إلى الأمم المتحدة في 20 يناير 1947 يجمع بين ختم الأمم المتحدة وعلم الحريات الأربع. تم سحب هذا الاقتراح في أغسطس 1947.